# Базинер, Фёдор Иванович
Фёдор Иванович Базинер (нем. Theodor Friedrich Julius Basiner; 1816—1862) — российский ботаник-садовод; доктор философии.

## Биография
Родился в Дерпте 3 (15) января 1816 года (или 1817).
С 1836 года учился в Дерптском университете; в 1839 году получил серебряную медаль, а в 1840 году окончил университет со степенью кандидата, после чего был прикомандирован к Санкт-Петербургскому Императорскому ботаническому саду.
В 1842 году в составе одной из экспедиций отправился в Среднюю Азию, во время которой изучал растительность, метеорологию и геогнозию киргизской степи и Хивы и результаты своих исследований, давших много нового и важного для географии растений Средней Азии, напечатал под заглавием: «Wissenschaftliche Reise durch die Kirgisensteppe nach Chiwa» (в «Beitrage zur Kenntniss des Russ. Reichs», изд. при Академии Наук Бэром и Гельмерсеном, т. XV, СПб.,1848). За это сочинение Императорская Академия Наук присудила ему в 1848 году половинную демидовскую премию.
В 1843 году, после путешествия по Азии и Южному Уралу вернулся в Санкт-Петербург и был назначен консерватором Ботанического сада. В этой должности он оставался до мая 1845 года, когда занял должность библиотекаря и секретаря иностранной корреспонденции при том же саде.
В 1848 году в Beiträge zur Kenntniss des Russischen Reiches und der angränzenden Länder Asiens были напечатаны его материалы путешествия по киргизской степи в Хиву. В том же году он получил степень доктора философии в Кёнигсбергском университете, а в июле 1849 года был назначен старшим помощником инспектора сельского хозяйства в южных губерниях. Когда вскоре после этого в Киеве был основан древесный питомник, он был назначен его заведующим и занимал эту должность до своей смерти. В Киеве он женился — 10 апреля 1851 года, на Шарлотте Каролине Беккер. Их сыновья: Альфред (1855—1913) и Оскар (1857—1909).
С целью изучения садовых плантаций ездил в 1860 году за границу, а в 1861 году добился разрешения устроить при питомнике помологическую плантацию.
Ф. И. Базинер отличался неутомимой энергией в своих работах. Большая часть его научных трудов писаны на немецком языке; важнейший из них: «Naturwissenschaftliche Reise durch die Kirgisensteppe nach Chiva» (y Baer und Helmersen, Beiträge zur Kenntniss des Russischen Reichs, XV, СПб., 1848 г.), ценное верным описанием естественно-исторических условий страны.
Умер 14 октября 1862 года в Вене, по дороге на лечение. Имел чин надворного советника.